# 캔디싱어즈
《캔디싱어즈》는 2021년에 SKY에서 방송된 오디션 프로그램이다.